# Calciano
Calciano is een gemeente in de Italiaanse provincie Matera (regio Basilicata) en telt 845 inwoners (31-12-2004). De oppervlakte bedraagt 48,8 km², de bevolkingsdichtheid is 19 inwoners per km².

## Demografie
Calciano telt ongeveer 349 huishoudens. Het aantal inwoners daalde in de periode 1991-2001 met 14,9% volgens cijfers uit de tienjaarlijkse volkstellingen van ISTAT.
| Jaar | Inwoneraantal |
| ---- | ------------- |
| 1991 | 1049          |
| 2001 | 893           |

## Geografie
Calciano grenst aan de volgende gemeenten: Accettura, Albano di Lucania (PZ), Campomaggiore (PZ), Garaguso, Grassano, Oliveto Lucano, Tricarico.

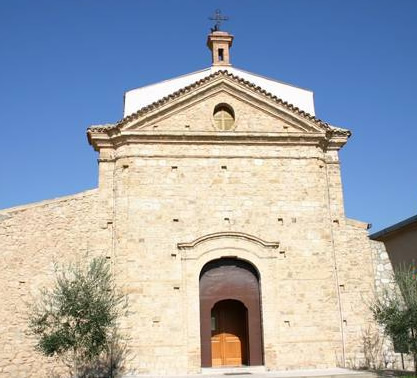
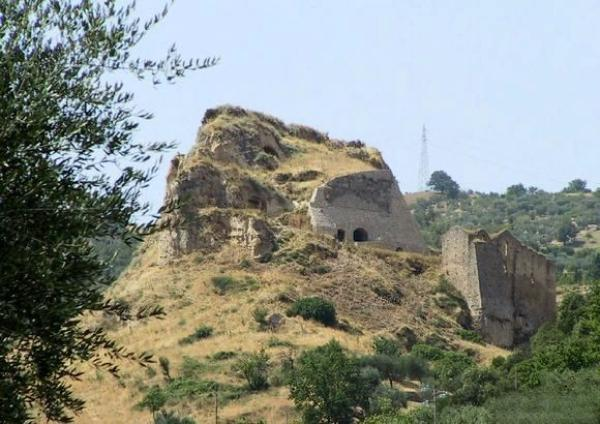
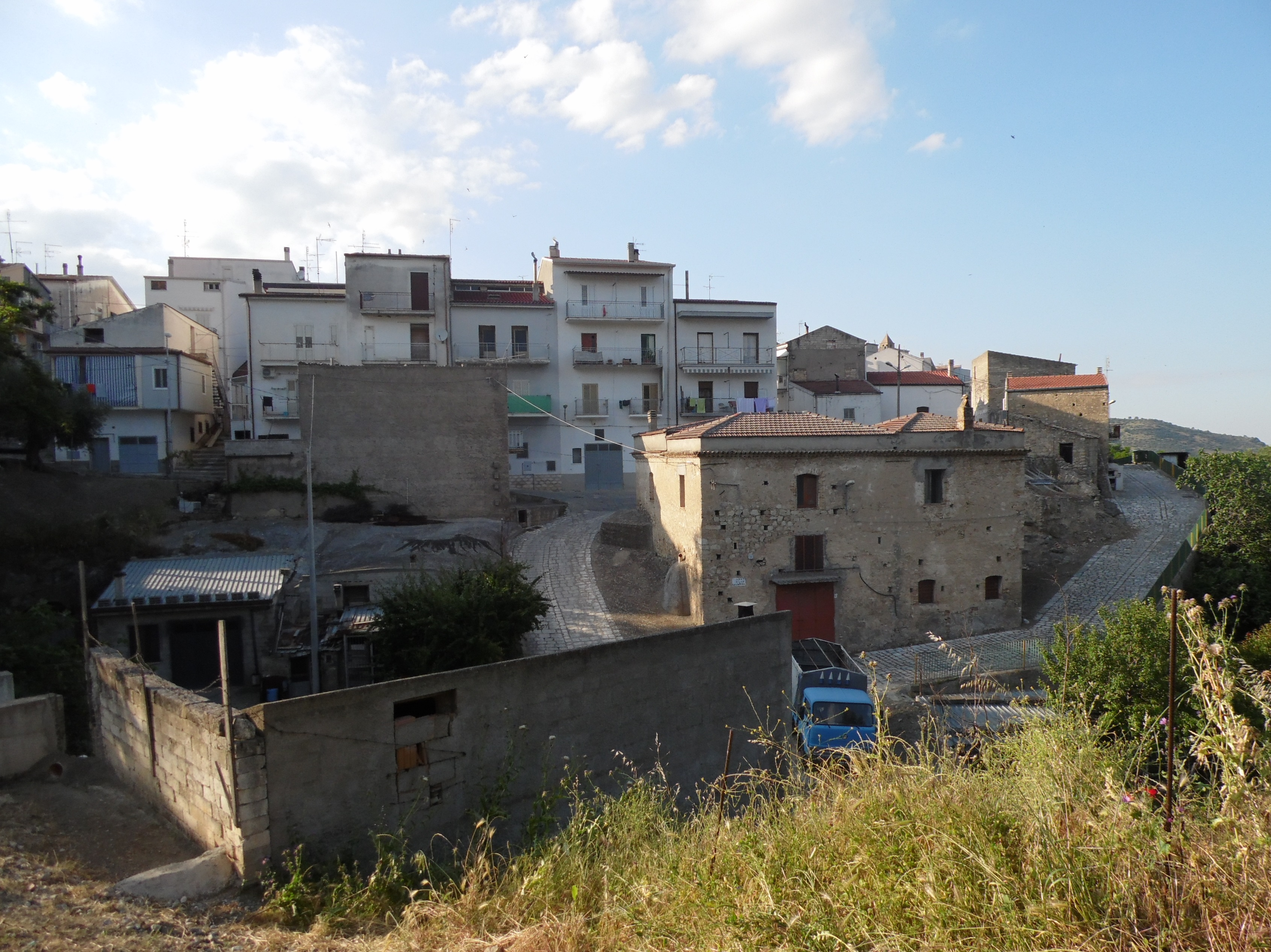
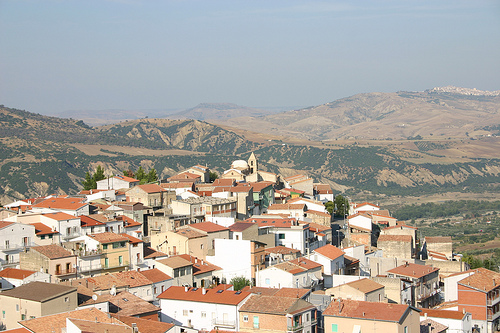

Accettura · Aliano · Bernalda · Calciano · Colobraro · Craco · Ferrandina · Garaguso · Gorgoglione · Grassano · Grottole · Irsina · Matera · Miglionico · Montalbano Jonico · Montescaglioso · Nova Siri · Oliveto Lucano · Pisticci · Policoro · Pomarico · Rotondella · Salandra · San Giorgio Lucano · San Mauro Forte · Scanzano Jonico · Cirigliano · Stigliano · Tricarico · Tursi · Valsinni
1. ↑  https://demo.istat.it/?l=it.